# Гентофте (округ)
Гентофте је округ у општини Гентофте у северном предграђу Копенхагена у Данској. Главне знаменитости укључују градску већницу Гентофте, болницу Гентофте и цркву Гентофте. Језеро Гентофте са околним парковима и резерватима природе чине најважнији зелени простор.

## Географија
Гентофте је грубо омеђен Лингбивејем на западу, линијом С-воза до Хилереда на североистоку, Бернсторфсвеја на истоку и Килдегордсвеја на југу. Јужна граница са Хелерупом, међутим, није јасно дефинисана. Поштански округ Гентофте има нешто другачију дефиницију. Гентофте, како га дефинише општина Гентофте, покрива око 335 хектара или 13% укупне општине. 1. јануара 2012. округ је имао 8289 становника, што је 11% укупног становништва општине Гентофте.
Језеро Гентофте је доминантна географска карактеристика. Највиша тачка је Ревесковсбакен. Највише насељени делови округа су централни део Гентофтегадеа, Гентофте Торв и део Баунгордсвеја. Секундарни центар се налази на периферији округа у Бернсторсвеју и Килдегордс Пладсу.

## Историја

### Рана историја
Подручје око језера Гентофте било је насељено још од каменог доба. Име Гентофте се први пут види у поклон писму Абсалона бискупу Роскилдеа из 1186. Поклон обухвата обимне делове данашњег Копенхагена, укључујући "...mansionem de Gefnetofte cum omnibus pertenentiis suis" (кућа Гентофте са свим својим земљиштима). Гентофте је највероватније знатно старији пошто су се називи места са суфиксом -тофте обично појављивали током 9. века.
Област је конфискована од стране круне током реформације. Постављено је под Ибструп Ладегорд, који је Кристијан V преименовао у Јегерсборг. Порески подаци показују да је Гентофте 1645. имао приближно 450 становника. Године 1645. село се састојало од 19 фирми. Један од њих (вероватно Гентофтегорд) је дат краљици Шарлоти Амали као венчани поклон. "Коњичка школа", прва те врсте у Данској, отворена је 1720. године.
Цело подручје је преузео министар спољних послова Јохан Хартвиг Ернст вон Бернсторф 1752. године, а његова нова палата Бернсторф је завршена 1765. Бернсторфсвеј, нови пут који повезује Лингби Конгевеј са палатом, отворен је 1770. године.
Бернсторф је био покретачка снага пољопривредних реформи 1780-их, а фармери су били први у Данској који су поседовали своју земљу. Већина салаша је премештена из села да би била ближе својој земљи.
Парохијско веће је основано 1842. Отварање железнице до Лингбија 1863. довело је до повећаног пораста становништва у Гентофтеу. Седамдесетих година 18. века број становника се повећао са 4158 на 5106.
Године 1887. Карл Лудвиг Ибсен је почео да купује земљиште у области Гентофте-Гелеруп. Његов план је био да га распрода у серијама програмерима и приватним грађанима. Купио је Смакегорд, Ригорд, Лундегорд и Стенгорд у Гентофтеу. Године 1916. Ибсен је своју преосталу земљу ставио у компанију А/С Де Ибсенке Грунде и Гентофте Согн, која је постојала до 1945. године.
Телефонска централа отворена је 14. августа 1899. Гентофтегаде је повезан са Килдегордсвејем 1906, а трамвај је почео да ради на тој рути 1907.

## Знаменитости
Црква Гентофте датира из 12. века и најстарија је црква у општини Гентофте. Градска кућа Гентофте је из 1938. године и дизајнирао ју је Торвалд Јоргенсен. Болница Гентофте отворена је 1927. Неокласични комплекс су дизајнирали Емил Јоргенсен и Хелге Бојсен-Молер. То је болница за становнике општина Гентофте, Лингиби-Тарбек и Рудерсдал.
Гентофте је дом јавних основних школа, Тјорнегорд школе и Гентофте школе, и специјалне школе Согордс, као и приватне основне школе Видар. Такође је дом више средње школе Аурехој гимназије и Гентофте ХФ.
Спортски парк Гентофте у северном делу Гентофтеа је главни центар за спорт у општини. Гентофте је такође дом за затворено купалиште Килдесковсхален, технички центар и коњички центар у Малтегордсвеју.

## Паркови и отворени простори
Парк Гентофте, језеро Гентофте са суседним Де Бробек Мосе и Килдесковен су главне зелене површине у Гентофтеу. У округу се налази и гробље Гентофте.